# Bhinneka Tunggal Ika

Garuda Pancasila con el lema Bhinneka Tunggal Ika

Bhinneka Tunggal Ika es el lema nacional oficial de Indonesia. La frase en idioma javanés antiguo significa "Unidad en la Diversidad". Está inscrito en el símbolo nacional indonesio, el escudo nacional Garuda Pancasila (escrito en el rollo en el que el águila sostiene con sus garras), y se menciona específicamente en artículo 36A de la Constitución de Indonesia. El Garuda es una ave mítica, y el monte de Señor Vishnu.
Es una cita de un antiguo poema javanés llamado Kakawin Sutasoma, escrito por Mpu Tantular durante la época del Imperio majapahit en algún periodo del siglo XIV, bajo el reinado de Rājasanagara, también conocido como Hayam Wuruk. El Kakawin contiene poemas de épica escritos en metros.
Este poema es famoso, ya que promueve la tolerancia entre hinduistas (especialmente shivaístas) y budistas.

## Estrofa completa

### Original
Esta cita proviene del canto 139, 5° estrofa. La estrofa completa dice lo siguiente:
Rwâneka dhâtu winuwus Buddha Wiswa,

Bhinnêki rakwa ring apan kena parwanosen,

Mangka ng Jinatwa kalawan Siwatatwa tunggal,

Bhinnêka tunggal ika tan hana dharma mangrwa.

### Traducción al español
Se dice que el consabido Buda y Shiva son dos sustancias diferentes

De hecho, son diferentes, pero ¿cómo es posible reconocer sus diferencias en un solo vistazo,

ya que la verdad de Jina (Buda) y la verdad de Shiva es única?.

De hecho, son diferentes, pero son de la misma especie, ya que no hay dualidad en la verdad.
Esta traducción está basada, con adaptaciones menores, en la edición de texto crítico por Soewito Santoso.